# Szemud (gromada)
Szemud – dawna gromada, czyli najmniejsza jednostka podziału terytorialnego Polskiej Rzeczypospolitej Ludowej w latach 1954–1972.
Gromady, z gromadzkimi radami narodowymi (GRN) jako organami władzy najniższego stopnia na wsi, funkcjonowały od reformy reorganizującej administrację wiejską przeprowadzonej jesienią 1954 do momentu ich zniesienia z dniem 1 stycznia 1973, tym samym wypierając organizację gminną w latach 1954–1972.
Gromadę Szemud z siedzibą GRN w Szemudzie utworzono – jako jedną z 8759 gromad na obszarze Polski – w powiecie wejherowskim w woj. gdańskim na mocy uchwały nr 26/III/54 WRN w Gdańsku z dnia 5 października 1954. W skład jednostki weszły obszary dotychczasowych gromad Szemud, Grabowiec, Kamień, Kowalewo, Jeleńska Huta, Wielki Donimierz i Glazica ze zniesionej gminy Wielki Donimierz w tymże powiecie. Dla gromady ustalono 22 członków gromadzkiej rady narodowej.
1 stycznia 1960 do gromady Szemud włączono miejscowości Przetoczyno, Sosnowa Góra, Laski, Krankowiec i Czarna Dąbrowa ze zniesionej gromady Sopieszyno oraz o miejscowości Częstkowo, Bór, Szeperia, Lipka i Golica ze zniesionej gromady Smażyno w tymże powiecie.
31 lipca 1968 do gromady Szemud włączono miejscowości Bagielnica, Będargowo, Czyściec, Głodowo, Karwino, Łączny Dół, Łebno, Łebieńska Huta, Otalżyno, Różny Dąb, Stary Młyn, Szopa, Zęblewski Młyn i Zęblewo ze zniesionej gromady Łebno w tymże powiecie.
Gromada przetrwała do końca 1972 roku, czyli do kolejnej reformy gminnej. 1 stycznia 1973 w powiecie wejherowskim utworzono gminę Szemud.